# تپه دولت‌آباد۲
تپه دولت‌آباد۲ در شهرستان تفرش، روستای دولت‌آباد واقع شده و این اثر در تاریخ ۱۹ مرداد ۱۳۸۴ با شمارهٔ ثبت ۱۲۸۴۸ به‌عنوان یکی از آثار ملی ایران به ثبت رسیده است.